# Eucalyptus nebulosa
Eucalyptus nebulosa là một loài thực vật có hoa trong Họ Đào kim nương. Loài này được A.M.Gray mô tả khoa học đầu tiên năm 2008. Nó có vỏ nhẵn, màu trắng kem, lá trưởng thành hình elip hẹp, nụ hoa thường sắp xếp theo nhóm từ bảy đến mười một, hoa màu trắng kem nhạt và quả hình bán cầu hoặc ít nhiều hình bán cầu trên đỉnh.

## Mô tả
Eucalyptus nebulosa là một loại cây thường phát triển đến chiều cao 3,5–5 mét (11–16 ft) và có vỏ nhẵn có màu trắng kem khi còn tươi. Cây non và coppice mọc lại có lá xếp thành cặp đối diện, cùng màu xanh xám ở cả hai mặt, dài 24–45 mm (0,94–1,77 in) và rộng 15–25 mm (0,59–0,98 in) trên cuống lá dài tới 2 mm (0,079 in). Các lá trưởng thành mọc xen kẽ, có màu xám xanh nhạt và xanh xám, hình elip hẹp, hầu hết dài 50–80 mm (2,0–3,1 in) và rộng 8–12 mm (0,31–0,47 in) trên cuống lá dài 10–15 mm (0,39–0,59 in). Các nụ hoa được sắp xếp theo nhóm chủ yếu là bảy, chín hoặc mười một trên một cuống dài 5–10 mm (0,20–0,39 in), các chồi riêng lẻ không cuống hoặc trên cuống dài 2–3 mm (0,079–0,118 in). Chồi trưởng thành có hình chùy, với chén hoa hình nón dài 2–3 mm (0,079–0,118 in), và operculum 1–1,5 mm (0,039–0,059 in) dài. Sự ra hoa từ tháng 12 đến tháng 3 và hoa có màu trắng kem nhạt. Quả là dạng gỗ hình bán cầu hoặc hơi có đỉnh quả nang 3–5 mm (0,12–0,20 in) dài và rộng với các van ở gần mức vành.

## Phân loại và đặt tên
Eucalyptus nebulosa được mô tả chính thức lần đầu tiên vào năm 2008 bởi Alan Maurice Grey trên tạp chí Kanunnah, từ một mẫu vật được thu thập ở phía bắc Đường Pieman khoảng 7 km (4,3 mi) phía tây Sông Huskisson. Tên khoa học (nebulosa) là từ Latin nebulosus có nghĩa là "sương mù" hoặc "có mây", đề cập đến hiệu ứng khói hoặc mờ của màu xám xanh lá từ xa.

## Phân bố và môi trường sống
Bạc hà serpentine là loài cây chiếm ưu thế trên serpentinit giữa Wilson và sông Huskisson, các nhánh của Sông Pieman ở phía tây bắc của Tasmania.